# Tylopsis farrowi
Tylopsis farrowi är en insektsart som beskrevs av David R. Ragge 1972. Tylopsis farrowi ingår i släktet Tylopsis och familjen vårtbitare. Inga underarter finns listade i Catalogue of Life.